# Государственная граница Казахстана
Государственная граница Казахстана — линия и проходящая по ней вертикальная плоскость, определяющие пределы территории Республики Казахстан (суши, вод, недр, воздушного пространства) и пространственный предел действия государственного суверенитета Республики Казахстан.
Казахстан (с 5 декабря 1936 до 10 декабря 1991 года — Казахская ССР) граничит с Россией, Китаем, Кыргызстаном, Узбекистаном и Туркменистаном. Общая протяжённость сухопутной государственной границы Казахстана составляет 13 398 км, водная граница составляет 1730 км.
Законодательство Казахстана о государственной границе основывается на Конституции и состоит из Закона Казахстана от 16 января 2013 года «О Государственной границе Республики Казахстан» и иных нормативных правовых актов республики, при этом действует принцип приоритета международного права над государственным. Охрана границы осуществляется Пограничной службой Комитета национальной безопасности Казахстана во взаимодействии с силами и средствами министерств, иных центральных и местных исполнительных органов и других организаций, с привлечением на добровольной основе к охране границы граждан республики.

## Делимитация и демаркация границы
В 1991 году, накануне окончательного распада СССР, в Алма-Атинской декларации, учредившей Содружество Независимых Государств, было указано, что государственными границами постсоветских республик останутся административно-территориальные границы бывших союзных республик. Подписавшие стороны согласились с принципом, что одностороннее нарушение любым государством официально определённой и утверждённой границы либо стремление пересмотреть её будут противоречить международному праву.
Казахстан заключил договоры о границе со всеми граничащими с ним государствами, в которых точно определена и описана линия прохождения совместной границы, проведена и одобрена парламентом Казахстана делимитация границ. Демаркация границы республики продолжается.

## Граница с Россией
Граница Казахстана и России — самая протяжённая сухопутная граница в мире (7 591 километр). Пограничные переговоры между двумя странами длились 13 лет. Основу делимитации границы заложили Совместное коммюнике руководителей двух стран от 6 июля 1998 года, а также Протокол о делимитации государственной границы от 12 декабря 1998 года. Переговоры по делимитации государственной границы между Республикой Казахстан и Российской Федерацией начались в сентябре 1999 года. Было проведено 50 раундов переговоров, в том числе 26 расширенных пленарных заседаний делегаций, 13 встреч рабочих групп и 11 встреч в узком формате. В результате изучения документом выявились даже такие факты, когда одна и та же территория принадлежала обеим республикам и на многих участках границы возникали хозяйственные споры.
Спорным был, например, посёлок Огнеупорный Карабалыкского района Костанайской области, расположенный недалеко от границы. Данный населенный пункт в 1993 году был взят в аренду на 40 лет Магнитогорским металлургическим комбинатом и вся инфраструктура поселка находилась на балансе комбината. Российская сторона предложила оставить у себя Огнеупорный вместе с окрестными землями площадью 520 гектаров, а взамен отдать 520 гектаров пашни южнее поселка. Население поселка, многие годы тесно связанное с Магниткой, пожелало отойти к Российской Федерации. Для Карабалыкского района, занимающегося в основном возделыванием пшеницы, нужна была дополнительная земельная площадь. Обмен устроил обе стороны. Таким же образом был совершен обмен земельными участками между Бородулихинским районом Восточно-Казахстанской области и Локтевским районом Алтайского края в районе населенного пункта Локоть.
18 января 2005 года в Москве президент Казахстана Нурсултан Назарбаев и президент Российской Федерации Владимир Путин подписали договор о государственной границе между Казахстаном и Россией. Этим договором Казахстан полностью завершил международное правовое оформление своих границ на суше. Договор вступил в силу 12 января 2006 года. Совместная комиссия по демаркации казахско-российской государственной границы приступила к своей работе в июле 2007 года. В мае 2009 года были запущены полевые демаркационные работы на границе.

## Граница с Китаем
За первые 10 лет независимости Казахстан сумел полностью упорядочить территориальный вопрос с Китаем. Общая протяженность границы, на которой проведена демаркация, составила 1 783 километра. Общая протяжённость демаркированной казахско-китайской государственной границы в настоящее время составляет около 1783 км, из них сухопутной границы — 1 215,86 км, водной — 566,89 км.
В наследство от СССР Казахстану достались нерешённые пограничные вопросы, в том числе с Китаем. Разграничение казахстанско-китайской границы было осложнено наличием спорных территорий. Границы на этих участках первоначально были установлены при Российской империи Чугучакским протоколом 1864 года и закреплены Хабарасуйским протоколом в 1870 году. По Чугучакскому договору было определено, что казахи считаются подданными того государства, на территории которого к моменту разграничения оказались их кочевья. Поэтому многие казахские роды оказались разделёнными и проживают в разных странах.
Однако китайская сторона заявляла, что граница была установлена незаконно. В 1960-е годы Пекин предъявил СССР требование о возврате якобы принадлежащих Китаю 34 тысяч км² «спорных территорий». Премьер Госсовета КНР Чжоу Эньлай тогда сделал заявление о том, что нерешение проблемы о спорных участках границы может привести к кровопролитию. Советско-китайская граница долгие годы была границей напряжённости. В 1969 году было вооружённое столкновение в районе Жаланашколя. В итоге в 1969 году в ходе встречи Председателя Совета Министров СССР Алексея Косыгина с китайским премьер-министром Чжоу Эньлаем были выявлены разночтения по линии прохождения государственной границы при сверке советских и китайских карт.
В октябре 1993 года состоялся первый официальный визит президента Казахстана Нурсултана Назарбаева в Китай. Во время переговоров китайская сторона полностью согласилась с предложением Назарбаева приступить к делимитации границы между двумя странами, к укреплению доверия в пограничной зоне. Китайский руководитель Цзян Цзэминь в ходе переговоров сделал заявление о том, что Китай не предъявляет Казахстану территориальных притязаний, что пограничные вопросы остались как историческое наследие, а их можно решить только путём переговоров, на основе принципа равноправия, компромисса и взаимных уступок.
Работа по определению пограничной линии состояла из двух этапов. Сначала в 1994 году было подписано соглашение о прохождении линии по всей протяженности границы. Вне соглашения оставались лишь небольшие спорные участки. В 1997 году в Алматы было подписано дополнительное соглашение и стороны приступили к демаркации. 23 ноября 1999 года в Пекине был подписан документ под названием «Совместное коммюнике о полном урегулировании пограничных вопросов между Республикой Казахстан и Китайской Народной Республикой». В нём констатировалось, что «пограничные вопросы между Казахстаном и Китаем полностью урегулированы». Оснащение границы Казахстана и Китая специальными знаками заняло 5 лет и закончилось в 2001 году. Вдоль границы было установлено 688 пограничных столбов, из которых 346 поставил Казахстан, 342 — Китай. 10 мая 2002 года в Пекине министрами иностранных дел Казахстана и Китая Касым-Жомарт Токаевым и Тан Цзясюанем был подписан Межправительственный Протокол о демаркации линии казахстанско-китайской государственной границы.

## Граница с Узбекистаном
Общая протяжённость сухопутной границы Казахстана с Республикой Узбекистан составляет около 2351 км.
Обозначение границы между Казахстаном и Узбекистаном впервые было зафиксировано в 1924—1925 годах в ходе национального размежевания среднеазиатских республик. Поскольку Казахстан в то время входил в состав РСФСР, речь шла о границе между РСФСР и Узбекской ССР. Негативное влияние на вопрос о границе оказала передача в 1956 году Бостандыкского района, части земель Мырзашоля в состав Узбекистана. Вопрос о передаче Бостандыкского района Узбекистану был решён Указом Президиума Верховного Совета СССР от 13 февраля 1956 года «О частичном изменении границы между Казахской ССР и Узбекской ССР».
Руководство и Казахстана, и Узбекистана с первых дней твёрдо придерживалось позиции, что все государства, подписавшие Алма-Атинскую декларацию 1991 года, признают незыблемость сложившихся до этого времени границ. Однако в первые годы независимости Казахстана представители ряда общественных движений и партий постоянно поднимали вопрос возвращения Бостандыкского района, в своё время переданного Узбекистану. На I Всемирном курултае казахов президент Казахстана Нурсултан Назарбаев прокомментировал этот вопрос:
Подобные непродуманные слова, безответственные публикации в газетах вбивают клин между братскими народами, обостряют и без того усложнившиеся межнациональные отношения. Мы поддерживаем территориальное единство и целостность независимых государств, признаём неприкосновенность и реальность сложившихся границ и не поддадимся никаким подстрекательствам.
Процесс делимитации государственной границы между Казахстаном и Узбекистаном проходил в период с 2000 по 2002 год. Сложность урегулирования казахско-узбекской государственной границы заключалась в том, что 200 км границы с Узбекистаном проходили по густонаселённой местности — Сарыагашский и Мактааральский районы в Южно-Казахстанской области и Ташкентская и Джизакская области Узбекистана. Был ряд проблем с определением границы. Например, ранее утвержденная граница была определена по руслу реки Келес. Во время разлива река выходит из русла, смывает и меняет берега. Учитывая это, стороны договорились провести границу по нынешнему руслу Келеса. В районе Шардаринского водохранилища были участки, в своё время переданные Узбекистану во временное пользование.
Самым трудным вопросом между двумя странами оказался вопрос о населенных пунктах Багыс и Туркестанец. Повторное уточнение некогда утверждённых топографических карт выявило, что государственная граница проходит прямо по этим населённым пунктам. На карте 1940 года Багыса не было, а на карту 1963 года посёлок не был нанесен, хотя он уже существовал. Жители обоих сёл высказали пожелание остаться на казахстанской стороне. Узбекская сторона никаких претензий на Багыс не предъявляла, но напомнила, что посёлок Туркестанец после распада СССР был передан в ведение Министерства обороны Узбекистана. В итоге аул Багыс отошел к Казахстану, а жители Туркестанца, не пожелавшие остаться в Узбекистане, были переселены на казахстанскую сторону. Горные пастбища площадью 517 га в районе Багыса обменяли на участки полупустынной зоны в районе населённых пунктов Нысан-1, Нысан-2 и Баймурат Кызылординской области. Аналогичным образом вопрос решался и в районе Арнасайской плотины..
16 ноября 2001 года в Астане главами двух государств был подписан Договор между Республикой Казахстан и Республикой Узбекистан о казахско-узбекской государственной границе, который определил прохождение 96 % линии границы от общей её протяжённости. Затем 9 сентября 2002 года в Астане президенты подписали Договор между Республикой Казахстан и Республикой Узбекистан об отдельных участках казахско-узбекской государственной границы, который полностью завершил определение линии совместной границы. Оба документа вступили в силу 5 сентября 2003 года.

## Граница с Туркменистаном
Делимитация государственной границы с Туркменистаном прошла без осложнений, поскольку граница проходит по южной оконечности плато Устюрт по пустыне. За основу для подготовки делимитации границы были взяты Постановления Президиума ЦИК СССР от 27 декабря 1932 года и топографические карты с согласованной двумя сторонами линией границы 1972 года.
Договор между Казахстаном и Туркменистаном о делимитации и процессе демаркации казахско-туркменской государственной границы был подписан главами государств 5 июля 2001 года в Астане. Договор был ратифицирован в Казахстане законом от 2 июля 2003 года и вступил в силу 31 августа 2006 года. Демаркация была начата в 2003 году, установка пограничных знаков — в 2005 году. Линия границы на местности обозначена 330 пограничными знаками. Общая протяжённость демаркированной казахско-туркменской государственной границы составляет около 458,3 км.
18 апреля 2017 года в Астане главами двух государств было подписано Межгосударственное соглашение о демаркации казахско-туркменской государственной границы.

## Граница с Кыргызстаном
Общая протяжённость демаркированной казахско-кыргызской государственной границы составила около 1257 км. Линия границы на местности обозначена 683-ю пограничными знаками.
10 сентября 1930 года было выпущено постановление ВЦИК «О границах между Казахской и Киргизской АССР». В качестве юридической базы для согласования делимитации казахстанско-кыргызской границы была принята межреспубликанская граница, конфигурация которой определялась вышеуказанным документом. Обе стороны никаких территориальных требований друг другу не предъявляли. Однако возник вопрос о прохождении границы по реке Чу (Шу). В соответствии с картографическими материалами, созданными согласно постановлению ВЦИК 1930 года, линия границы проходила по реке Чу.Но за последние 70 лет русло реки в некоторых местах изменилось. Казахстанская сторона предложила провести границу по современному руслу реки Чу, и это было принято, так как русло реки 1930 года в отдельных местах было засыпано землей и на этих местах поднялись строения города Токмак.
Переговоры по делимитации государственной границы между Казахстаном и Кыргызстаном проводились с ноября 1999 года и завершились 15 декабря 2001 года подписанием в Астане Межгосударственного договора о казахско-кыргызской государственной границе, который вступил в силу 5 августа 2008 года. Работы по установке пограничных знаков на казахско-кыргызской государственной границе завершены.
25 декабря 2017 года президент Казахстана Нурсултан Назарбаев и президент Кыргызстана Сооронбай Жээнбеков подписали договор о демаркации казахско-кыргызской государственной границы.

## Точки стыка границы с сопредельными государствами
На государственной границе Казахстана находятся четыре точки стыка с границами соседних государств. В целях правового определения данных точек стыка были подписаны следующие трехсторонние международные договоры:
| Соглашение | Дата заключения |
| --- | --------------- |
| Соглашение между Республикой Казахстан, Китайской Народной Республикой и Российской Федерацией об определении точки стыка государственных границ трёх государств | 5 мая 1999      |
| Соглашение между Республикой Казахстан, Китайской Народной Республикой и Кыргызской Республикой о точке стыка государственных границ трёх государств             | 25 августа 1999 |
| Соглашение между Республикой Казахстан, Кыргызской Республикой и Республикой Узбекистан о точке стыка государственных границ трёх государств                     | 15 июня 2001    |
| Договор между Республикой Казахстан, Туркменистаном и Республикой Узбекистан о районе точки стыка Государственных границ трёх государств                         | 10 ноября 2017  |

## Пункты пропуска через границу
Пункт пропуска через государственную границу Республики Казахстан — территория (акватория) в пределах железнодорожного, автомобильного вокзала или станции, морского или речного порта, международного аэропорта или аэродрома, а также иной специально выделенный в непосредственной близости от государственной границы участок местности с соответствующей инфраструктурой, на котором осуществляется пропуск лиц, транспортных средств, грузов и товаров.
Ниже представлены международные пункты пропуска через государственную границу Казахстана.

### На границе с Китайской Народной Республикой
| № п/п | Наименование пунктов пропуска Республики Казахстан | Место дислокации в Республике Казахстан | Наименование пунктов пропуска в КНР | Место дислокации в КНР                                                                 | Режим работы        |
| ----- | -------------------------------------------------- | --------------------------------------- | ----------------------------------- | -------------------------------------------------------------------------------------- | ------------------- |
| 1     | Хоргос — автодорожный                              | Жетысуская область                      | Хоргос — автодорожный               | Хочэн Или-казахский автономный округ                                                   | Светлое время суток |
| 2     | Достык — автодорожный                              | Жетысуская область                      | Алашанькоу — автодорожный           | Боро-Тала-Монгольский автономный округ Синьцзян-Уйгурский автономный район             | Светлое время суток |
| 3     | Кольжат — автодорожный                             | Алматинская область                     | Дулата — автодорожный               | Чабучар-сиботянский автономный уезд Илийского района Или-Казахского автономного округа | Светлое время суток |
| 4     | Бахты- автодорожный                                | Абайская область                        | Бахты — автодорожный                | г. Чугучак (Тачэн) Тачэнского района                                                   | Светлое время суток |

### На границе с Кыргызской Республикой
| № п/п | Наименование пунктов пропуска Республики Казахстан | Место дислокации в Республике Казахстан | Наименование пунктов пропуска Кыргызской Республики | Место расположения в Кыргызской Республике | Режим работы        |
| ----- | -------------------------------------------------- | --------------------------------------- | --------------------------------------------------- | ------------------------------------------ | ------------------- |
| 1     | Айша Биби — автодорожный                           | Жамбылская область                      | Чалдыбар — автодорожный                             | Чуйская область                            | Круглосуточно       |
| 2     | Сыпатай Батыр — автодорожный                       | Жамбылская область                      | Мерке — автодорожный                                | Чуйская область                            | Светлое время суток |
| 3     | Кордай — автодорожный                              | Жамбылская область                      | Ак Жол — автодорожный                               | Чуйская область                            | Светлое время суток |
| 4     | Кеген — автодорожный                               | Алматинская область                     | Каркыра — автодорожный                              | Иссык-Кульская область                     | Светлое время суток |
| 5     | Карасу- автодорожный                               | Алматинская область                     | Ак-Тилек                                            | Чуйская область                            | Светлое время суток |

### На границе с Узбекистаном
| № п/п | Наименование пунктов пропуска Республики Казахстан | Место дислокации в Республике Казахстан | Наименование пунктов пропуска Республики Узбекистан | Место дислокации в Республике Узбекистан | Режим работы        |
| ----- | -------------------------------------------------- | --------------------------------------- | --------------------------------------------------- | ---------------------------------------- | ------------------- |
| 1     | Тажен — автодорожный                               | Мангистауская область                   | Каракалпакия — автодорожный                         | Каракалпакстан                           | Круглосуточно       |
| 2     | Жыбек-Жолы — автодорожный                          | Туркестанская область, Сарыагаш         | Гишт-Куприк — пешеходный                            | Ташкентская область                      | Светлое время суток |
| 3     | Б. Консыбаева — автодорожный                       | Туркестанская область                   | Яллама — автодорожный                               | Ташкентская область, Чиназский район     | Светлое время суток |

### На границе с Туркменистаном
| № п/п | Наименование пунктов пропуска Республики Казахстан | Место дислокации в Республике Казахстан | Наименование пунктов пропуска Туркменистана | Место расположения в Туркменистане | Режим работы  |
| ----- | -------------------------------------------------- | --------------------------------------- | ------------------------------------------- | ---------------------------------- | ------------- |
| 1     | Темир-баба — автодорожный                          | Мангистауская область                   | Темир-баба — автодорожный                   | Каракиянский район                 | Круглосуточно |

### На границе с Российской Федерацией
| № п/п | Наименование пунктов пропуска Республики Казахстан | Место дислокации в Республике Казахстан | Наименование пунктов пропуска в Российской федерации | Место дислокации в Российской федерации | Режим работы        |
| ----- | -------------------------------------------------- | --------------------------------------- | ---------------------------------------------------- | --------------------------------------- | ------------------- |
| 1     | Курмангазы — автодорожный                          | Атырауская область                      | Караозек — автодорожный                              | Астраханская область                    | Светлое время суток |
| 2     | Таскала — автодорожный                             | Западно-Казахстанская область           | Озинки — автодорожный                                | Саратовская область                     | Светлое время суток |
| 3     | Аксай — автодорожный                               | Западно-Казахстанская область           | Илек — автодорожный                                  | Оренбургская область                    | Круглосуточно       |
| 4     | Алимбет- автодорожный                              | Актюбинская область                     | Орск — автодорожный                                  | Оренбургская область                    | Круглосуточно       |
| 5     | Жайсан- автодорожный                               | Актюбинская область                     | Сагарчин — автодорожный                              | Оренбургская область                    | Светлое время суток |
| 6     | Кайрак- автодорожный                               | Костанайская область                    | Бугристое — автодорожный                             | Челябинская область                     | Светлое время суток |
| 7     | Акбалшык- автодорожный                             | Костанайская область                    | Воскресенское — автодорожный                         | Курганская область                      | Светлое время суток |
| 8     | Жана Жол                                           | Северо-Казахстанская область            | Петухово — автодорожный                              | Курганская область                      | Светлое время суток |
| 9     | Каракога                                           | Северо-Казахстанская область            | Исилькуль — автодорожный                             | Омская область                          | Светлое время суток |
| 10    | Урлитобе                                           | Павлодарская область                    | Черлакский — автодорожный                            | Омская область                          | Светлое время суток |
| 11    | Сулу Агаш                                          | Павлодарская область                    | Карасукский — автодорожный                           | Новосибирская область                   | Светлое время суток |
| 12    | Шарбакты                                           | Павлодарская область                    | Кулунда — автодорожный                               | Алтайский край                          | Светлое время суток |
| 13    | Ауыл                                               | Восточно-Казахстанская область          | Веселоярск — автодорожный                            | Алтайский край                          | Светлое время суток |
| 14    | Убе                                                | Восточно-Казахстанская область          | Михайловка — автодорожный                            | Алтайский край                          | Круглосуточно       |
| 15    | Жезкент                                            | Восточно-Казахстанская область          | Горняк — автодорожный                                | Алтайский край                          | Светлое время суток |